# Iglesia de Santa María (Huércal de Almería)
La iglesia de Santa María es un templo parroquial de rito católico situado en la localidad de Huércal de Almería (provincia de Almería, España).

## Historia
Los orígenes de la iglesia de Santa María se remontan al siglo XVI, poco tiempo después de la llegada de las tropas de los Reyes Católicos a la actual provincia de Almería. Se puede deducir de unos contratos de carpintería hallados y fechados en el año 1520 que la iglesia ya debía existir para este año. Siguiendo la costumbre del momento, estas nuevas iglesias se erigían sobre los cimientos de la anterior mezquita de la zona, cuando no se transformaba directamente su uso mediante la consagración. Sin embargo, el fortísimo terremoto de 1522 destruyó esta primigenia iglesia.
Una vez concluida la Guerra de las Alpujarras, los habitantes moriscos fueron forzosamente reubicados en otros lugares de la Corona de Castilla, quedando Huércal de Almería y otros lugares circundantes prácticamente desiertos. Por ello se decretó la repoblación de estas pequeñas urbes con cristianos viejos llegados de otras partes del Reino. Es por ello que en el año 1604 se erige la base de la actual parroquia, quedando la de Viator como un anejo.
En sintonía con otras construcciones de su época, se puede observar un estilo mudéjar en su construcción y decoración, reflejando así la todavía importante influencia ejercida por la población musulmana habitante en la zona sobre los recién llegados, que adoptaron las costumbres arquitectónicas islámicas.
Ya en el siglo XVIII, el pueblo al que da servicio vivió una gran expansión demográfica, obligando a la construcción de dos naves contiguas y una capilla mayor. Estos añadidos, de carácter barroco, permitieron aumentar el aforo del edificio. Así, se forma un paralelismo con múltiples templos del Valle del Andarax, donde se pueden encontrar mezcolanzas de diferentes estilos en sus construcciones.
Según testimonios, hasta la guerra civil española, la portada principal de la iglesia contaba con un frontón triangular de estilo neoclásico, cuyas esquinas laterales contaban con serpientes adaptadas a los ángulos; además de contar con un altar mayor construido en mármol y flanqueado por dos grandes columnas del mismo material, todo ello destruido durante las primeras semanas del conflicto bélico. Recién comenzada la guerra, también se retiraron las campanas del templo, en paralelo con las del resto de iglesias de la provincia para la conversión del bronce en material bélico. El edificio sirvió como vivienda para un destacamento militar y, posteriormente, de refugiados de la Desbandá.